# Herb gminy Opatów (powiat kłobucki)
Herb gminy Opatów – jeden z symboli gminy Opatów, ustanowiony 30 czerwca 2006.

## Wygląd i symbolika
Herb przedstawia na tarczy koloru czerwonego z lewej strony złoty pastorał, a z prawej białe skrzydło i nogę Orła Białego. 